# Radelchis I de Benevento
Radelchis I (fallecido en 851) fue tesorero del principado antes de convertirse en Príncipe lombardo de Benevento en 839, año en que asciende al trono después del asesinato (muy probablemente a instigación suya) del príncipe Sicardo. Gobernará hasta su muerte. Durante su reinado, el principado de Benevento pierde buena parte de sus territorios, al constituirse el principado independiente de Salerno. 
Según las Chronica Sancti Benedicti Casinensis, Landulfo el Viejo, antiguo aliado de Sicardo, liberó de la prisión a Siconulfo, hermano del asesinado, y con la ayuda de Guaiferio, cabeza de la familia salernitana de los Dauferios, lo condujo a Salerno, para que fuese proclamado Príncipe de Salerno en oposición al usurpador Radelchis. Con la aclamación de Siconulfo se inicia una guerra civil de más de diez años que condujo a la división en dos partes de su vasto territorio, la denominada Longobardia minor. 
En el 841 Radelchis recibe la ayuda de los mercenarios sarracenos, tal como había hecho cuatro años antes el duque Andrea II de Nápoles. Las correrías de los soldados musulmanes, que saquearon la ciudad de Capua, obligaron Landulfo a fundar una nueva capital en los alrededores de la colina de Triflisco. Siconulfo como respuesta a la ofensiva de Radelchis, contrata él también, tropa mercenaria sarracena. Los dos príncipes cristianos y sus guerreros musulmanes provocaron por todas partes saqueos y devastación, despertando la cólera del rey de Italia Luis II el Joven, que una vez coronado coemperador en el 850, se emplea inmediatamente en pacificar a los Lombardos del sur de Italia, obligando a Radelchis y Siconulfo a sellar un acuerdo de paz en el 851. La emisión de leyes capitulares sirven para ratificar oficialmente, bajo la autoridad del soberano carolingio, el acuerdo ya alcanzado por los dos rivales. Dicha ley establecía que el vasto territorio beneventano fuese dividido en dos partes: El principado de Benevento, notablemente reducido, quedó para Radelchis; para Siconulfo fue reconocido el dominio sobre las restantes regiones, que constituyeron el principado de Salerno. Además, el emperador Luis II el Joven aprovechó la ocasión para expulsar de Benevento los guerreros sarracenos del Emirato de Bari.
Apenas pocos meses después de la división, Radelchis muere, y su trono es heredado por su hijo Radelgardo.